# Корольов Геннадій Олександрович
Корольов Геннадій Олександрович (нар. 1983, м. Баштанка, Миколаївської області, УРСР) — український історик, політолог та есеїст. Доктор історичних наук (2020), старший дослідник (2017). Дослідник історії федералізму, Центрально-Східної Європи, Української революції 1917—1921 рр. та українсько-польських відносин. Член Українсько-Польської комісії з дослідження взаємин 1917—1921 рр. Фахівець з історії ідей.

## Освіта
У 2006 р. закінчив історичний факультет Національного педагогічного університету ім. М. Драгоманова (м. Київ), здобув диплом магістра історії та правознаства з відзнакою. У тому ж році  вступив до аспірантури Інституту історії України НАН України, де у 2009 р. успішно захистив кандидатську дисертацію під науковим керівництвом д.і.н., професора Пирога Руслана Яковича. У 2013—2014 рр. — навчався на післядипломових студіях в Інституті історії Ягеллонського університету (м. Краків, Польща) під керівництвом доктора габілітованого, професора Яна Яцека Бруського.

## Професійна діяльність
Професійну діяльність розпочав у 2006 р. як викладач Київської державної академії водного транспорту ім. П. Конашевича-Сагайдачного. Після захисту в 2009 р. залишився працювати в Інституті історії України НАН України, сьогодні — старший науковий співробітник відділу історії Української революції 1917—1921 рр. В Інституті історії України також виконував обов'язки відповідального редактора фахового наукового збірника «Проблеми вивчення історії Української революції 1917—1921 рр.» У 2015 р. дістав престижну стипендію ім. Кшиштофа Скубішевського і був запрошений працювати як науковий співробітник Центру досліджень Східної Європи Варшавського університету. Одночасно проводив наукові дослідження в Інституті історії Польської академії наук [Архівовано 13 лютого 2021 у Wayback Machine.] у рамках відділу історії дипломатії та тоталітарних режимів.
Здобував наукові стипендії Німецького історичного інституту в Варшаві (2016 р., 2017 р.). У 2018 р. був запрошений як гостьовий дослідник до Інституту новітніх та сучасних історичних досліджень Австрійської академії наук (Відень, Австрія), де готував докторське дослідження. Сьогодні — асоційований дослідник ERC проекту «Non-Territorial Autonomy as Minority Protection in Europe: An Intellectual and Political History of a Travelling Idea, 1850—2000» (Віденьський університет). 
В осінньому семестрі 2018 р. був гостьовим дослідником Українського наукового інституту Гарвардського університету (Кембридж, США). У 2019 р. працював асоційованим професором Славістично-Євразійського центру, Університету Хоккайдо (Саппоро, Японія). Після повернення до Києва у лютому 2020 р. успішно захистив в Інституті історії України НАН України докторську дисертацію. У грудні 2020 р. очолив Інститут вивчення Центрально-Східної Європи. 
Наукові праці Г. О. Корольова були опубліковані декількома мовами: українською, польською, російською, англійською та німецькою. Друкується у престижних наукових виданнях, зокрема «Український історичний журнал», «Ab Imperio», «Nationalities Papers [Архівовано 7 січня 2021 у Wayback Machine.]», «Nordost Archiv», «Kwartalnik Historyczny [Архівовано 27 січня 2021 у Wayback Machine.]» тощо. Входить до редакційних колегій журналів «Архіви України», «Україна дипломатична». Заступник головного редактора «Часопису дослідження війн та революцій», який видається Інститутом історії України НАН України.

## Нагороди
У березні 2020 р. отримав академічну Нагороду «Przeglądu Wschodniego» (Варшавський універиситет).

## Основні публікації
Г.О. Корольов є автором близько 100 наукових праць з історії ідей, історії федеративних проектів у Центрально-Східній Європі, Української революції 1917—1921 рр., українсько-польських відносин.
- Федеративні проекти в Центрально-Східній Європі: від ідеологічної утопії до реальної політики (1815—1921 рр). Київ: К. І. С., 2019. 380 с.
- In Search of the Lands of Rus’: The Idea of Ukraine in the Imagination of the Little Russian Movement (1917—1919). Nationalities Papers: Vol. 49, Issue 4, doi:10.1017/nps.2020.47
- Das Projekt einer ukrainisch-weißrussischen Föderation (1918—1920): zwischen einer Utopie und der Realpolitik, Nordost-Archiv, Band XXVII/2018: Krieg und Frieden. Folgen der Russischen Revolution von 1917 im östlichen Europa, Lüneburg 2020, S. 52-66.
- «Dwie Europy Środkowe» Oskara Haleckiego w «cieniu imperializmów», Kwartalnik Historyczny, 4/2017, s. 677—698.
- Федеративні проекти у Центрально–Східній Європі (1815—1923 рр.): інтелектуальна позірність та методологічні парадокси історіографії, Харківський історіографічний збірник, вип. 16, 2017, с. 230—255.
- Українські національні проекти та східноєвропейські «держави-нації» 1917—1923 рр. у новітній історіографії: основи компаративного аналізу, Революція, державність, нація: Україна на шляху самоствердження (1917—1921 рр.): Матеріали Міжнародної наукової конференції. Київ, 1–2 червня 2017 р. / Упоряд.: В. Верстюк (відп. ред.) та ін., Київ; Чернігів, 2017, с. 234—248
- Слов'янська федерація і «Вільна Спілка», або українські дебати про федералізм у «довгому XIX ст.», Проблеми всесвітньої історії, № 2, 2017, с. 86-99.
- Концепція Української революції 1917—1921 рр. у текстах польських істориків: ставлення, традиція та історіографічний канон, Проблеми вивчення історії Української революції 1917—1921 років, вип. 12, 2016, с. 43-60.
- «Intelektualista antykolonialny» Anton Łuckiewicz i «nacjonalista hybrydowy» Otto Eichelman: komparatystyczne studium utopii federacyjnych, Studia z Dziejów Rosji i Europy Środkowo-Wschodniej, vol. LII, 2017, s. 55-70.
- Federalistyczne utopie w Europie Środkowo-Wschodniej (na początku XX wieku): projekty «Stanów Zjednoczonych» wobec małych narodów, in: Roman Baron — Roman Madecki — Jan Malicki, Czeskie badania nad Polska w kontekście Europy Środkowej i Wschodniej, Praha, 2016, s. 379—388.